# Palestina de Goiás
Palestina de Goiás is een gemeente in de Braziliaanse deelstaat Goiás. De gemeente telt 3.317 inwoners (schatting 2009).